# 4. Flieger-Division (1938–1939)
Die 4. Flieger-Division war ein Großverband der Luftwaffe der Wehrmacht im Zweiten Weltkrieg. Es bestand keine organisatorische Verbindung zur 4. Flieger-Division (1943–1945).

## Geschichte
Die 4. Flieger-Division wurde am 1. August 1938 in München aus der Dienststelle des Höheren Fliegerkommandeurs 5 gebildet. Am 11. November 1938 erhielt sie die Bezeichnung 21. Flieger-Division, kehrte aber am 1. Februar 1939 zur alten Bezeichnung wieder zurück. Sie war am 1. September 1939, der Luftflotte 2 im Westdeutschland unterstellt. Am 11. Oktober 1939 wurde sie in das IV. Flieger-Korps umgewandelt.

## Divisionskommandeur
| Dienstgrad      | Name             | Datum                                |
| --------------- | ---------------- | ------------------------------------ |
| Generalmajor    | Hellmuth Bieneck | 1. August 1938 bis 31. Januar 1939   |
| Generalleutnant | Alfred Keller    | 1. Februar 1939 bis 11. Oktober 1939 |

## Unterstellung
| Unterstellung               | von             | bis              |
| --------------------------- | --------------- | ---------------- |
| Luftwaffengruppenkommando 3 | 1. August 1938  | November 1938    |
| Luftwaffengruppenkommando 2 | November 1938   | 1. Februar 1939  |
| Luftflotte 2                | 2. Februar 1939 | 11. Oktober 1939 |

## Unterstellte Verbände
| Verbände am 1. September 1939 | Flugzeuge | Flugzeuge     | Flugzeugtypen   | Liegeplatz        | Lage                |
| Verbände am 1. September 1939 | Ist       | Einsatzbereit | Flugzeugtypen   | Liegeplatz        | Lage                |
| Stab/Kampfgeschwader 55       | 6         | 6             | Heinkel He 111P | Wesendorf         | 52.583059 10.515231 |
| I./Kampfgeschwader 55         | 33        | 25            | Heinkel He 111P | Dedelsdorf        | 52.714181 10.509734 |
| II./Kampfgeschwader 55        | 29        | 25            | Heinkel He 111P | Wesendorf         | 52.583059 10.515231 |
| I./Kampfgeschwader 26         | 36        | 32            | Heinkel He 111H | Lübeck-Blankensee | 53.805367 10.719222 |
| Insgesamt                     | 94        | 88            |                 |                   |                     |

Anmerkungen
1. ↑  Bedeutung der Abkürzungen, siehe Organisation der Geschwader
2. ↑  Iststärke (die tatsächlich in der Einheit vorhandenen Flugzeuge)
3. ↑  Einsatzbereit (abflugbereite Flugzeuge)